# Pusha T
Terrence LeVarr Thornton (Bronx, Nueva York, 13 de mayo de 1977), conocido por su nombre artístico Pusha T, es un rapero y ejecutivo discográfico estadounidense.
Nació en el barrio del Bronx en Nueva York en 1977. Terrence y su familia se mudaron luego a Norfolk, en Virginia. En el año 1992, junto a su hermano Gene formaron el dúo de rap Clipse.

## Carrera

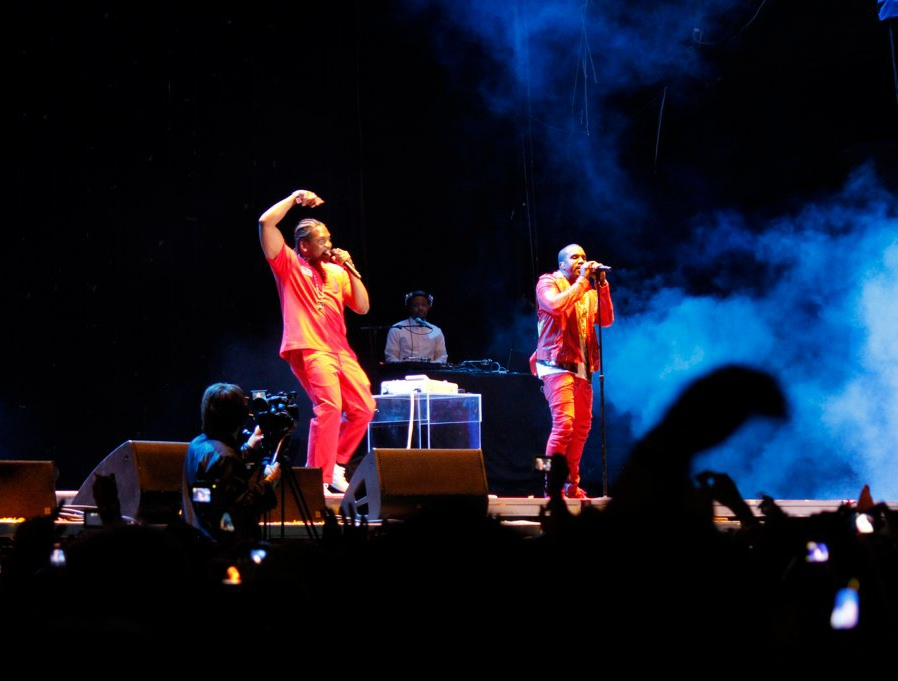
Pusha T interpretando "Runaway" con Kanye West, en Lollapalooza Chile en Santiago, durante 2011.

En 2001 Clipse comenzó a trabajar junto con los productores The Neptunes, con ellos el dúo alcanzaría notoriedad en la escena del hip-hop estadounidense de los años 2000. 
En 2009, luego de tres discos en conjunto, los hermanos Thornton decidieron enfocarse en sus carreras en solitario.
En 2011 Pusha T firmó por el sello discógrafico GOOD Music. En ese mismo año lanzó el sencillo Trouble on My Mind, con el rapero Tyler, The Creator, el cual posteriormente se convertiría en un tema clásico del género. Entre otros sencillos que lanzó ese mismo año destacan Nosetalgia junto a Kendrick Lamar y Amen, con Kanye West y Young Jeezy.
El 7 de octubre de 2013 lanzó su álbum debut como solista; My Name is My Name, que tuvo críticas generalmente positivas, teniendo un puntaje de 8,1 en Metacritic.
En 2015 Kanye West designó a Pusha T presidente de GOOD Music.
El 18 de diciembre de 2015, Pusha T lanza su nuevo disco, titulado King Push - Darkest Before Dawn: The Prelude. Este disco fue aclamado por la crítica, teniendo un puntaje de 8,6 en metacritic.
El 25 de mayo de 2018, Pusha T publicó su tercer disco de estudio con el nombre de DAYTONA. El álbum obtuvo elogios de los medios especializados y fue elegido "mejor álbum Hip-Hop de 2018" por Billboard y Complex.
En la semana posterior a la publicación de su álbum, Pusha T se enfrentó al rapero Drake, a quien dedicó el diss track "The Story of Adidon". 

## Discografía
Como Solista
Álbumes de estudio
- Fear of God (2011) [Mixtape]
- Fear of God II: Let Us Pray (2011) [EP]
- My Name is My Name (2013)
- Wrath of Caine (2013) [Mixtape]
- King Push – Darkest Before Dawn: The Prelude (2015)
- DAYTONA (2018)
- It's Almost Dry (2022)

Con Malice como Clipse
- Lord Willin' (2002)
- Hell Hath No Fury (2006)
- Til the Casket Drops (2009)
- Let God Sort Em Out (2025)

### Colaboraciones
- Cruel Summer (GOOD Music, 2012)
- Skrillex (2015)
- Goodfellas (2016)
- Flume (2017)
- Gorillaz (2017)
- Steve Angello (2017)
- Linkin Park (2017)
- Royce Da 5'9 (2018)